# زانداك
زانداك (بالروسية: Зандак) هي مدينة في جمهورية الشيشان في روسيا. ويبلغ عدد سكانها حوالي 3822 نسمة.